# ساموئل خالاتیان
ساموئل مهری خالاتیان (ارمنی: Սամվել Մհերի Խալաթյան؛ زاده ۹ ژانویهٔ ۱۹۵۰ - درگذشته ۱۴ سپتامبر ۲۰۲۴) نمایشنامه‌نویس، نثرنویس و طنزپرداز اهل ارمنستان بود. وی بین سال‌های - تا - میلادی فعالیت می‌کرد.

## زندگی‌نامه
وی در ۹ ژانویهٔ ۱۹۵۰ در کیروواکان به دنیا آمد و از دانشگاه دولتی وانادزور (۱۹۷۸) فارغ‌التحصیل گشت. وی عضو اتحادیه نویسندگان ارمنستان،  اتحادیه دستندرکاران تئاتری ارمنستان، اتحادیه نقاشان ارمنستان و فدراسیون بین‌المللی روزنامه‌نگاران بود. وی همچنین برنده جوایزی همچون چهره فرهنگی شایسته جمهوری ارمنستان و مدال قدردانی شد. وی در ۱۴ سپتامبر ۲۰۲۴ در سن ۷۴ سالگی در درگذشت.